# 象牙白二叉韧革菌
象牙白二叉韧革菌（学名：Dichostereum eburneum），一种分布于中国福建省武夷山地区的菌类，隶属于红菇目隔孢伏革菌科二叉韧革菌属。种小名源自其子实体的颜色。

## 特征

### 子实体
多年生，平伏扩展，边缘贴生，不易与基质分离，革质，初期形成不规则的小菌落，后期汇合长达7cm，宽2cm，厚200-500㎛。子实体表面光滑，白色，黄白色至灰黄色，随成长时间延长而开裂；不育边缘渐薄，与子实层体表面同色。

### 微观结构
菌丝系统二体系。菌肉层随生长时间增加而增厚，质地紧密，由生殖菌丝、二分叉菌丝、嵌入的担孢子和大量的结晶组成。生殖菌丝稀少，具锁状联合，无色，薄壁至稍厚壁，直径2-3㎛。二分叉菌丝占据绝大多数，无色至黄色，明显厚壁，具拟糊精反应，频繁分枝，不分隔，直径为1-2㎛。不齐子实体由二分叉菌丝、胶质囊状体、担子和拟担子组成。二分叉菌丝大量，无色至浅黄色，明显厚壁，具强拟糊精反应，频繁二分叉分枝，末端分枝尖，跨度达15－30㎛，主干直径2－4㎛；胶质囊状体大量，纺锤形至近棍棒状，无色，薄壁，具固态化的内容物，大小为20－50×5－10㎛；担子近圆柱形，无色，薄壁，顶端具4个担子梗，基部具锁状联合，大小为30－45×6－9㎛；拟担子与担子形状相似，但较小。担孢子近球形，具有一个明显的乳突，无色至浅黄褐色，厚壁，具强淀粉质反应，直径大小为6－7（－8）㎛；孢子外壁被有密且大的瘤和脊。